# Брен Старк
Брендон Старк, такође познат као Брен, измишљени је лик у епскофантастичном серијалу Песма леда и ватре америчког аутора Џорџа Р. Р. Мартина и потоње телевизијске адаптације Игра престола, у којој га тумачи енглески глумац Ајзак Хемпстед Рајт. Представљен у Игри престола из 1996. године, Брен се касније појављује у Судару краљева (1998) и Олуји мачева (2000). Он је један од неколико истакнутих ликова који нису укључени у четврти роман Гозба за вране (2005), али су се поново појавили  у петом роману Плес са змајевима (2011).
Брен је други син и четврто дете лорда Едарда и леди Кејтлин Старк из Зимоврела, древне престонице Севера. Брен сања да постане витез од детињства, али га Џејми Ланистер у првом роману гура са висине, након што га је Брен затекао током сексуалног односа са сестром близнакињом Серсеи Ланистер. Као последица пада, Брен постаје параплегичар. Пробудивши се из вишемесечне коме, касније га муче снови о мистериозној фигури која га позива да отпутује на север иза Зида. Бреново путовање заједно са разним сапутницима води га дубље у знање и магију Севера, где почиње да открива разне мистериозне моћи и способности.
Мартин је за Rolling Stone 2014. године изјавио да је Бреново значајно поглавље са Џејмијем и Серсеи оно што је „привукло” многе читаоце на почетку првог романа. Бренова карактеризација у каснијим сезонама серије, укључујући његов однос са Белим ходачима и Ноћним краљем, изазвала је многе теорије међу обожаватељима, као и значајно интересовање критичара.

## Лик
Најмлађи је лик са чије тачке гледишта је испричана прича у романима. Поглавље из Бренове перспективе је прво у књигама. Мартин га је креирао као младог јунака серије.
Мартин је 2000. године Брена назвао најтежим ликом за писање.
Booklist је 1999. године описао Брена као истакнутог лика, а у рецензији Игре престола Publishers Weekly је приметио: „Фасцинантно је гледати како Мартинови ликови сазревају и расту, посебно Старкова деца, која су у центру књиге.”

## Опис
Брен има седам година на почетку Игре престола (1996). Он је четврто дете и други син лорда Едарда „Неда” Старка, заштитника Севера, и његове жене леди Кејтлин, и има петоро браће и сестара: старијег брата Роба, две старије сестре Сансу и Арју, млађег брата Рикона, те старијег ванбрачни полубрата Џона Снежног. Брена стално прате његов језовук Лето, млади коњушар са интелектуалним тешкоћама Ходор (који га носи около након што је осакаћен), а касније и брат и сестра Мира и Џоџен.
Мартин описује да Брен више личи на мајку по изгледу, има густу кестењасту косу и тамноплаве очи Тулијевих. Према Мартину, Брен је јаке воље, али сладак и промишљен дечак, кога сви воле у Зимоврелу.
Пре пада уживао је у пењању и истраживању зидина и бедема замка. Одрастао је желећи да буде витез Краљеве гарде, али ти снови су брзо приведени крају када је Брен морао да се суочи са чињеницом да више никада неће ходати. Такође је послушан и чврст.
Бренови снови да постане витез престали су током напада на њега у Игри престола. Дужност приморава Брена да превазиђе своја новонастала ограничења и прихвати нове способности. Иако у почетку не схвата своје новооткривене моћи, он расте и открива шта може да постигне. Његово постепено прихватање својих наизглед пророчких визија (названих „зеленим видом”) и способност да психички настани свог језовука Лето (што га чини мењачем коже, такође познато као варга) показују његову растућу зрелост и његову вредност изван губитка способности да користи ноге. Он такође успева да уђе у Ходоров ум, а касније улази у у вране, па чак и у чувардрвеће, под менторством Трооке вране.

### Игра престола
У Игри престола (1996), Брен случајно види краљицу Серсеи Ланистер и њеног брата близанца сер Џејмија како имају секс; након чега га Џејми гурне са прозора да инцест задржи у тајности, али Брен није погинуо већ пада у кому. Иако неки ликови спекулишу да су Џејми и Серсеи гурнули Брана, није било јавних оптужби на рачун круне. Док је Брен остао без свести, на супротној кули је запаљен пожар као одвраћање пажње док су покушали да га убију. Кејтлин, која је остала са Бреном док је Роб решавао проблем пожара, је у стању да заустави убицу довољно дуго да га Бранов језовук, Лето, убије. Без свести, Брен сања о свом паду са куле и о троокој врани која се нуди да га научи да лети. Уз вранино вођство, Брен се буди; али пошто је био осакаћен падом, не може да хода. Након тога се ослања на високог простоумног слугу Ходора да се креће около и користи нацрт који је дизајнирао Тирион Ланистер за јахање коња. Када Роб одјаше на југ као реакцију на Недово хапшење у Краљевој Луци, Брен постаје вршилац дужности лорда Зимоврела.

### Судар краљева
У Судару краљева из 1998, Роб је проглашен за краља на Северу. Брен, као Робов наследник, влада Зимоврелом у одсуству брата. Када Теон Грејџој изда Старкове и заузме Зимоврел, Брен и Рикон беже, уз помоћ дивљанке Оше. Да би прикрио свој неуспех, Теон је убио још двоје деце и прогласио их за Брена и Рикона. Самог Теона издаје Ремзи Снежни, копиле Руза Болтона. Пошто су се сакрили у криптама Зимоврела, Брен и његови сапутници излазе и проналазе замак у рушевинама. Наилазе на смртно рањеног мештра Лувина, који их саветује да се раздвоје. Оша води Рикона у правцу Белих сидришта, док Брен, Ходор, Мира Рид и Џоџен Рид крећу на север да траже трооку врану. У међувремену, Брен је полако прихватио истинитост својих снова и сопствену способност да психички настани језовука Лета, што га чини мењачем коже познатим и као варга.

### Олуја мачева
Брен, Ходор, Мира и Џоџен путују на север до Зида у потрази за трооком враном у Олуји мачева (2000).

### Плес са змајевима
У Плесу са змајевима (2011), Брену, Ходору, Мири и Џоџену придружују се мистериозни Хладноруки, а дете шуме по имену Лист их води до трооке вране (заправо људског телепате), која им заузврат нуди да обучи Брена у Видовитости и другим магијским вештинама.

## ТВ адаптација
Брена Старка игра Ајзак Хемпстед Рајт у телевизијској адаптацији књига. Као и друга деца, Брен је старији у серији. Он у првој сезони серије почиње као 10-годишње дете (3 године старије од лика из књиге), а до краја серије има 17 година.